# Robert Hill-Siparia
Robert Hill-Siparia es una localidad de Trinidad y Tobago, que forma parte de la región de Siparia.

## Geografía
La localidad abarca parte de la isla Trinidad y limita al norte y este con Thick Village, al sur con Siparia y al oeste con Apex Oil Field.

## Demografía
Datos demográficos de la localidad de Robert Hill-Siparia:
| Gráfica de evolución demográfica de Robert Hill-Siparia entre 2000 y 2011 |
|                                                                           |